# Pseudopaludicola javae
Pseudopaludicola javae — вид жаб родини свистунових (Leptodactylidae). Описаний у 2023 році.

## Етимологія
Жавае (Javaé) — етнічна група, яка історично була присутня в регіонах, що оточують середню річку Арагуая, переважно на найбільшому річковому острові світу, острові Бананаль. Із західного боку цей острів оточує річка Арагуая, а зі сходу — річка Жаваес, яка є притокою Арагуая. Окрім жавае, острів Бананаль також є домом до двох інших груп корінного населення, а саме: каража (Karaja) і шамбіон (Xambioa). Жавае називають себе іньї, що означає «людина». На острові Бананаль розташовано понад 10 сіл жавае, а найближче село до типового місцезнаходження — село Бото Вельйо (Inãwébohona мовою іньї), близько 100 км. Таким чином, видова назва є визнанням цієї унікальної бразильської етнічної групи, яка історично проживала в регіоні, де знайдено новий вид.

## Поширення
Ендемік Бразилії. Поширений на заході штату Токантінс.